# 아내 업고 달리기 대회
아내 업고 달리기 대회 또는 와이프 캐링(Wife-carrying, 핀란드어: eukonkanto, 에스토니아어: naisekandmine, 스웨덴어: kärringkånk)은 남성 경쟁자가 여성 파트너를 안고 경주하는 대회이다. 목표는 남성이 여성을 가장 빠른 시간에 특별한 장애물 트랙을 통과하도록 운반하는 것이다. 이 스포츠는 핀란드의 손카야르비(Sonkajärvi)에서 처음 소개되었다.
여러 가지 유형의 운반이 실행될 수 있다: 고전적인 피기백(piggyback), 소방관의 운반(어깨 위로) 또는 에스토니아식(아내가 목과 어깨 위에 다리를 얹고 등을 거꾸로 대는 방식)을 들 수 있다.

## 같이 보기
- 세팍타크로